# Zajezda
Zajezda is een plaats in de gemeente Budinščina in de Kroatische provincie Krapina-Zagorje. De plaats telt 463 inwoners (2001).